# ر بمل ماژور

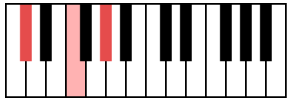
کیبورد ر بمل ماژور

ر بمل ماژور (انگلیسی: D-flat major) با مخفف (♭D) تنالیته‌ای است بر پایه نت ر بمل و فواصل آن بر اساس گام ماژور است.

## تعریف
گام ر بمل ماژور شامل نت‌های : ر بمل، می بمل، فا، سل بمل، لا بمل، سی بمل و دو است. این گام دارای پنج علامت بمل در سرکلید است.
گام ر بمل ماژور:
مینور نسبی آن سی بمل مینور و گام موازی آن ر بمل مینور است.

## آثار در  ر بمل ماژور
- کنسرتو پیانو (خاچاتوریان)